# Talia Jackson
Talia Jackson (Madison, 28 de agosto de 2001) é uma atriz, cantora, compositora, modelo e personalidade das mídias sociais norte-americana. Ela ficou conhecida por interpretar Jade McKellan na sitcom original da Netflix, Family Reunion.

## Vida e carreira
Talia nasceu em Madison, Wisconsin. Ela se mudou junto a sua família quando tinha oito anos de idade para Santa Barbara, Califórnia, para seguir a carreira de atriz. 
Talia iniciou a carreira fazendo vídeos educacionais para a Disney, um programa chamado "Disney English".
Após muitos anos fora das telas, apenas recebendo não de produtores, que acreditavam que Talia não era "negra o suficiente" para papéis, a mesma acabou perdendo o amor pela atuação, e decidiu fazer uma pausa. Após vários meses sem nenhuma audição, seu agente lhe informou que haviam começado testes para a nova série negra da Netflix, Family Reunion, então Talia disse que havia dado um tempo da atuação, sua mãe a convenceu a enviar um vídeo. Ela gravou um vídeo de última hora em uma segunda-feira, no dia seguinte se encontrou com os produtores para uma reunião, no final daquela mesma semana ela fez testes ao vivo, e cinco minutos após o término ela foi notificada que havia conseguido o papel.
Em 2019 Talia ganhou fama mundial ao interpretar Jade McKellan, ao lado de Tia Mowry e Loretta Devine na série da Netflix, Family Reunion, criada por Meg DeLoatch, a segunda parte da série estreou em janeiro de 2020, e em breve irá estrear a segunda temporada.

## Vida Pessoal
Talia é mestiça, sendo filha de uma mãe lituana, Kelly Jackson, uma ex atriz e modelo internacional, atualmente atua como produtora de cinema, e um pai negro, Trent Jackson, um ex-jogador de basquete.
Talia sofre de uma condição chamada Doença de Lyme, uma doença transmitida através do carrapato, desde os 13 anos de idade. Ela faz vários trabalhos junto a "Lyme Alliance" uma organização, no qual tenta conscientizar sobre a doença. 
Talia possui um irmão mais novo chamado Armani Jackson, que também é ator.

## Filmografia
| Ano           | Título                             | Papel                  | Notas                                                    |
| ------------- | ---------------------------------- | ---------------------- | -------------------------------------------------------- |
| 2012          | Disney English: Friends and Family | Stella                 | Vídeo educacional                                        |
| 2012          | A Green Story                      | Alexsia                |                                                          |
| 2013          | Disney English: Play Time          | Stella                 | Vídeo educacional                                        |
| 2013          | Disney English: My Pets            | Stella                 | Vídeo educacional                                        |
| 2013          | Disney English: My Hobbies         | Stella                 | Vídeo educacional                                        |
| 2013          | Disney English: Move Your Body!    | Stella                 | Vídeo educacional                                        |
| 2013          | Disney English: Let's Have Fun!    | Stella                 | Vídeo educacional                                        |
| 2013          | Disney English: Arts and Crafts    | Stella                 | Vídeo educacional                                        |
| 2013          | Disney English: Animals            | Stella                 | Vídeo educacional                                        |
| 2013          | Disney English: Have a Snack!      | Stella                 | Vídeo educacional                                        |
| 2013          | Disney English: When I Grow Up     | Stella                 | Vídeo educacional                                        |
| 2013          | Disney English: Seasons            | Stella                 | Vídeo educacional                                        |
| 2013          | Disney English: My Things!         | Stella                 | Vídeo educacional                                        |
| 2013          | A Snow Globe Christmas             | Lisa                   | Filme para televisão                                     |
| 2016          | Christmas All Over Again           | Garota do ensino médio | Não creditada                                            |
| 2017          | Raised by Wolves                   | Dusty Gable            | Filme para televisão                                     |
| 2018          | Station 19                         | Zoe                    | 1 episódio                                               |
| 2019          | Pantene: Selena Gomez              | Ela mesma              | Comercial                                                |
| 2019          | A Family Reunion Christmas         | Jade Mckellan          | Especial de Natal da Netflix                             |
| 2019-presente | Family Reunion                     | Jade Mckellan          | Série original Netflix                                   |
| 2020          | Game On! A Comedy Crossover Event  | Jade Mckellan          | Episódio: "Family Reunion: Remember the Family's Field?" |
| 2021          | MVP                                | Angel                  | Filme                                                    |
| TBA           | Awakened                           | Ora                    | Filme                                                    |

## Discografia
| Ano  | Música            | Notas            |
| ---- | ----------------- | ---------------- |
| 2019 | "I'm Not Jealous" | Single principal |
| 2020 | "5FIVE"           | Single principal |
| 2020 | "Complicated"     | Single principal |
| 2020 | "Piece of Me"     | Single principal |